# Örnaberga

Örnaberga är en mindre by bestående av ett antal gårdar på Österlen i Gladsax socken i Simrishamns kommun belägen nordnordväst om Simrishamn.
Området anses vara en särskilt värdefull kulturmiljö.